# Longcroft
Longcroft, auch The Longcroft, ist der Name einer Villa in der schottischen Stadt Helensburgh in der Council Area Argyll and Bute. Das Gebäude befindet sich im Norden der Stadt. Der Architekt Alexander Nisbet Paterson entwarf Longcroft für sich und seine Familie. Das Gebäude wurde schließlich 1902 nach zweijähriger Bauzeit fertiggestellt. Die Baukosten betrugen etwa 3615 £. 1980 wurde die Villa in die schottischen Denkmallisten in der höchsten Kategorie A aufgenommen.

## Beschreibung
Das dreistöckige Gebäude besitzt einen L-förmigen Grundriss und weist architektonische Merkmale der schottischen Renaissance-Architektur des 17. Jahrhunderts auf. Im Osten schließt an das Hauptgebäude ein einstöckiger Wirtschaftsflügel an. Die Fassaden sind traditionell mit Harl verputzt, wobei die Zierbänder aus poliertem Sandstein bestehen, aus dem auch die Faschen der Fenster und Eingangstüren gefertigt sind. Auf einer Plakette oberhalb der Eingangstür sind die Initialen des Erbauers ANP sowie seiner Ehefrau MH (für Maggie Hamilton) eingraviert. Das Gebäude schließt mit Satteldächern ab, die teilweise mit Staffelgiebeln verziert sind. Der Eckturm im Südwesten endet mit einem Kegeldach. Alle Dächer sind mit Schieferschindeln gedeckt. Das Gebäudeinnere entspricht heute noch weitgehend dem Originalzustand. Erwähnenswert ist hierbei das mit Terrazzofliesen verzierte Vestibül.